# Castillo de Šariš
El Castillo de Šariš —conocido en 1245 como castrum Sarus y en 1312 como castrum de Saarus— fue uno de los castillos eslovacos más extensos de la Edad Media. Fue construido sobre andesita en la colina Šarišský vrch a 570 m sobre la ciudad Veľký Šariš. Su superficie total superaba las 4,5 hectáreas.

## Historia

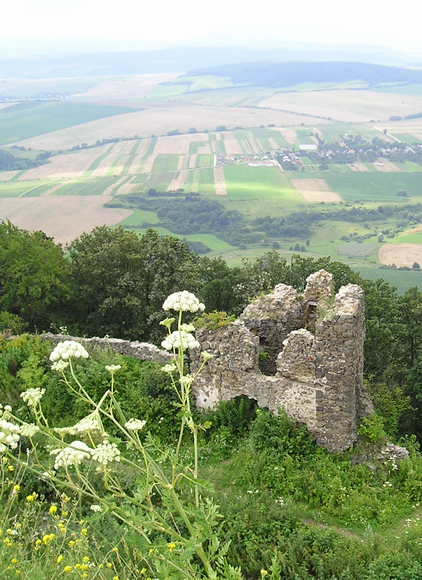
Vista oeste hacia Medzany.

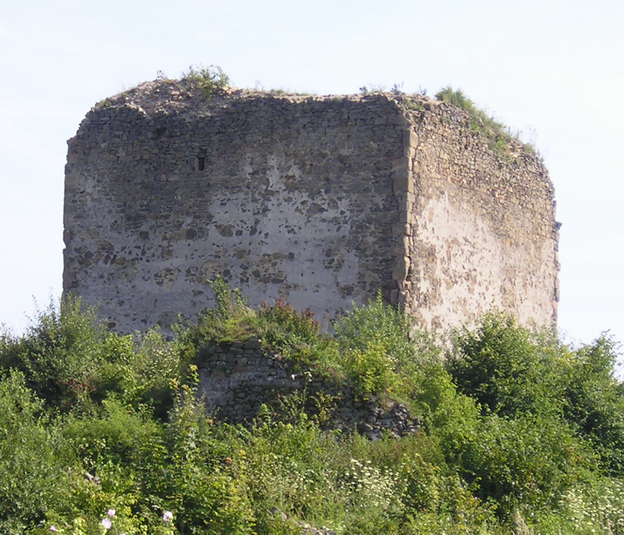
Torre principal.

Según las investigaciones arqueológicas, se ha comprobado la existencia de población en la cima del castillo ya en la época del Neolítico, entre fines de la Edad de Piedra y comienzos de la Edad de Bronce (siglo XIII a. C. y siglo XI a. C.), aunque el período de asentamiento definitivo se ha datado a comienzos del siglo IV a. C., con una probable interrupción que se retoma en el siglo X a. C..
La época específica de la construcción de este edificio medieval se desconoce, aunque se estima que ésta se habría iniciado en el siglo XIII d. C., dado que la primera referencia al castillo con el nombre de Sarus data de 1245. El castillo fue construido para proteger la ruta comercial norte-sur por el valle del río Torysa, siendo la residencia de los reyes cuando residían en Šariš.
Cuando se estableció Šariš en la cuarta década del siglo XIII, se transformó en la capital de una nueva unidad administrativa. A inicios del siglo XIV d. C. el castillo pasa a manos de la familia Omodejovci, enemigos de Carlos I de Hungría, quienes lo ampliaron mediante edificios residenciales y comerciales, además de reforzar sus fortificaciones. Después de la Batalla de Rozgony (1312) volvió a ser propiedad real. El Rey Segismundo de Luxemburgo se lo regaló a Petrovi Perényimu (1405) y posteriormente fue adquirido por Šoóšovci. Entre los años 1441 y 1460, pasó a manos de Jan Jiskra y sus capitanes, mientras que después de un asedio infructuoso, pasó a Matías Corvino.
En la segunda mitad del siglo XV d. C., el castillo fue propiedad de Perényiovci, quien lo amplió y le anexó un nuevo muro. Tras la Batalla de Mohács en 1526, Perényiovci se pasó al bando de Ján Zápoľský y ocuparon la ciudad de Košice el 4 de diciembre de 1536. Las tropas imperiales asediaron el castillo y en el año 1537 lo conquistaron; luego, se trasladaron a ella los órganos provinciales de la casa real de Košice. Ante el temor de que vinieran los turcos tras la batalla de Mohács, se reforzó su sistema defensivo, convirtiéndose en el centro de la parte habsburguiana de la región desde las Tatras hasta Tisa. La Casa de Habsburgo lo transformó en una enorme fortaleza militar, instalándose una guarnición permanente de aproximadamente 200 infantes y un notable arsenal.
En 1642, fue adquirido por la familia Rákociovcov; por otro lado, la fortaleza no participó en los levantamientos contra los Habsburgo. En 1660, el castillo sufrió un daño notable por la explosión de un polvorín. En los años siguientes fue utilizado solo para alojar al ejército. En 1687, sufrió un incendio y ya no fue restaurado. El último de los Rákociovcov, Francisco Rákóczi II, conocido por ser el caudillo en la guerra de independencia húngara contra el dominio de los Habsburgo, murió en el exilio en Turquía y el castillo pasó a la familia Aspermont, mientras que sus propietarios posteriores fueron los Szirmayovci. El último dueño de la edificación fue el chambelán real Gejza Puľský.

## Descripción del complejo
El castillo ha sufrido varias modificaciones a través de los siglos. El centro de la construcción tenía una torre prismática (torreón) con unas dimensiones de 13.2 x 13.2 m y gruesas paredes de 4.3 m; estaba fortificada por murallas y la puerta se hallaba en el lado noroeste. Estaba construida de piedra andesita local con esquinas cubiertas de arenisca. La fortaleza tiene catorce bastiones con aspilleras; en particular, castillos similares fueron mandados a construir por el rey Belo IV, con el fin de incrementar las barreras defensivas del país durante la invasión de los mongoles.

### Estado actual
En la actualidad el castillo es un lugar popular para la gente de Presõv y alrededores. Tiene vías de acceso asfaltadas y se puede visitar en bicicleta siguiendo un sendero natural, mientras que el cerro donde se asienta el castillo es una reserva ecológica. Parte de las fortificaciones aún se conservan, incluyendo los bastiones, aunque en prácticamente toda el área de la construcción crecen arbustos. El torreón central ofrece una buena vista de los alrededores —desde la sierra de Alto Tatra, hasta las montañas del Montaña Levoča, Čergov y Slanské—; además se pueden contemplar las ruinas de los castillos medievales de Kapušany y Kamenica.